# Changate
Changate è un villaggio del Botswana situato nel distretto Centrale, sottodistretto di Tutume. Il villaggio, secondo il censimento del 2011, conta 1.169 abitanti.

## Località
Nel territorio del villaggio sono presenti le seguenti 1 località:
- Changate Lands di 13 abitanti